# Президентский дворец (Афины)
Президентский дворец — официальная резиденция Президента Греческой республики, ранее до 1974 года был резиденцией греческих королей. Расположен в центральном районе Афин на улице Герода Аттика, в непосредственной близости от Национального сада, Заппейона, площади Синтагма и Греческого парламента.

## История
Идея начать строительство дворца появилась в 1868 году, когда у короля Георга I родился наследник престола, будущий король Константин. Греческое государство решило подарить ему частное поместье, когда принц достигнет совершеннолетия. Через 21 год, когда Константин женился на принцессе Софии Гогенцоллерн, государство поручило создание проекта Дворца коронованного принца Эрнсту Циллеру, придворному архитектору короля Георга I. Всего по его проектам по всей Греции было построено более 700 общественных и частных сооружений. Сам король Георг высказал пожелание не создавать слишком помпезный дворец и одновременно не следовать образцам существующих дворцов Европы. Так Циллер создал трёхэтажный дворец симметричной композиции в стиле неоклассицизма.
В Рождественский вечер 1909 года пожар уничтожил значительную часть Королевского дворца (нынешний Греческий парламент), в результате чего Дворец кронпринца использовался как временная резиденция королевской семьи. После убийства короля Георга I в 1913 году и восхождения Константина на престол, Дворец кронпринца стал королевской резиденцией.
В 1924 году дворец перестал быть резиденцией короля, поскольку сама монархия была временно свергнута и провозглашена Греческая республика. Дворец стал официальной резиденцией Президента Греции, пока в 1935 году греческая монархия не была реставрирована. Начиная с 1974 года, когда после семи лет диктатуры военной хунты «черных полковников» была восстановлена демократия, дворец является официальной резиденцией Президента Греческой республики.